# 미트라스
미트라스(라틴어: Mithra)는 로마 제국 시대의 서양 밀교 중 하나인 미트라교의 최고신이다. 미트라스(Mithras)라는 이름은 고대 페르시아의 신의 이름이었던 미트라(Mithra)의 한 변형인 것으로 학자들은 보고 있다. 이 견해는 프란츠 퀴몽(Franz Cumont: 1868~1947) 이래의 미트라교를 연구하는 학자들 사이에서 널리 받아들여진 견해이다. 미트라(Mithra)의 그리스어인 "Μίθρας (미트라스)"가 나타나는 초기의 예로는 기원전 4세기의 크세노폰(기원전 430?~354?)의 저작으로, 아케메네스 왕조의 시조로 페르시아 제국을 세운 키루스 2세(재위: 기원전 559~530)의 전기인 《키루스의 교육(Cyropaedia)》이 있다.
라틴어 낱말과 고대 그리스어 낱말의 정확한 형태는 어형 변화 또는 격 변화 때문에 차이가 있다. 라틴어를 사용한 숭배자들이 "미트라(Mithras)"를 주격으로 사용한 고고학적 사례가 있다. 그러나 포르피리오스의 저작인 그리스어로 된 《육식의 기피에 대하여(De abstinentia)》에는 에우불로스와 팔라스가 미트라교의 역사에 대한 책을 저술했다고 되어 있는데 이 책은 현존하지 않는다. 포르피리오스의 말 표현에 따르면 이들 두 저자들은 "미트라(Mithra)"라는 이름을 격 변화를 하지 않는 외래어로 취급했던 것으로 보인다.
다른 언어에서 미트라(Mithras)와 관련된 신의 이름들이 사용된 예로는 다음의 경우들이 있다.
- 《리그베다》에서 발견되는 산스크리트어의 미트라(मित्र mitra).[6][7][8] 산스크리트어에서 "미트라(mitra)"는 "친구 · 우정 · 친구 관계"를 뜻한다.[9]
- "미-이트-라(mi-it-ra-)"라는 형태의 낱말이 히타이트와 미탄니 간의 평화 조약이 새겨진 기원전 1400년경의 비문에서 발견되었다.[9][10]

학자들은 이란어 "미트라(Mithra)"와 산스크리트어 "미트라(Mitra)"는 모두 "계약, 협정, 약속"을 뜻하는 인도이란어 낱말인 "미트라(mitra)"로부터 온 것으로 보고 있다.
현대의 역사가들은 이들 이름들이 동일한 신을 가리키는지에 대해 서로 견해가 다르다. 존 힌넬스(John R. Hinnells)는 미트라(Mitra) · 미트라(Mithra) · 미트라(Mithras)는 모두 서로 다른 지역들에서 숭배된 같은 신의 다른 이름이라고 본다. 반대로, 데이빗 울란지(David Ulansey)는 황소를 죽이는 미트라는 기원전 1세기에 숭배되기 시작한 신으로 옛 이름이 새로운 신에게 적용된 것이라고 본다.
고대 이란 종교 학자인 메리 보이스(Mary Boyce)는 로마 제국의 미트라교는 역사가들이 생각하는 것보다는 이란 종교적인 내용을 덜 가지고 있는 것으로 보이나 그럼에도 불구하고 "미트라(Mithras)라는 이름이 대변하는 것처럼 이란 종교적인 내용은 여전히 미트라교의 중요한 부분이다"라고 하였다.

## 토럭터니

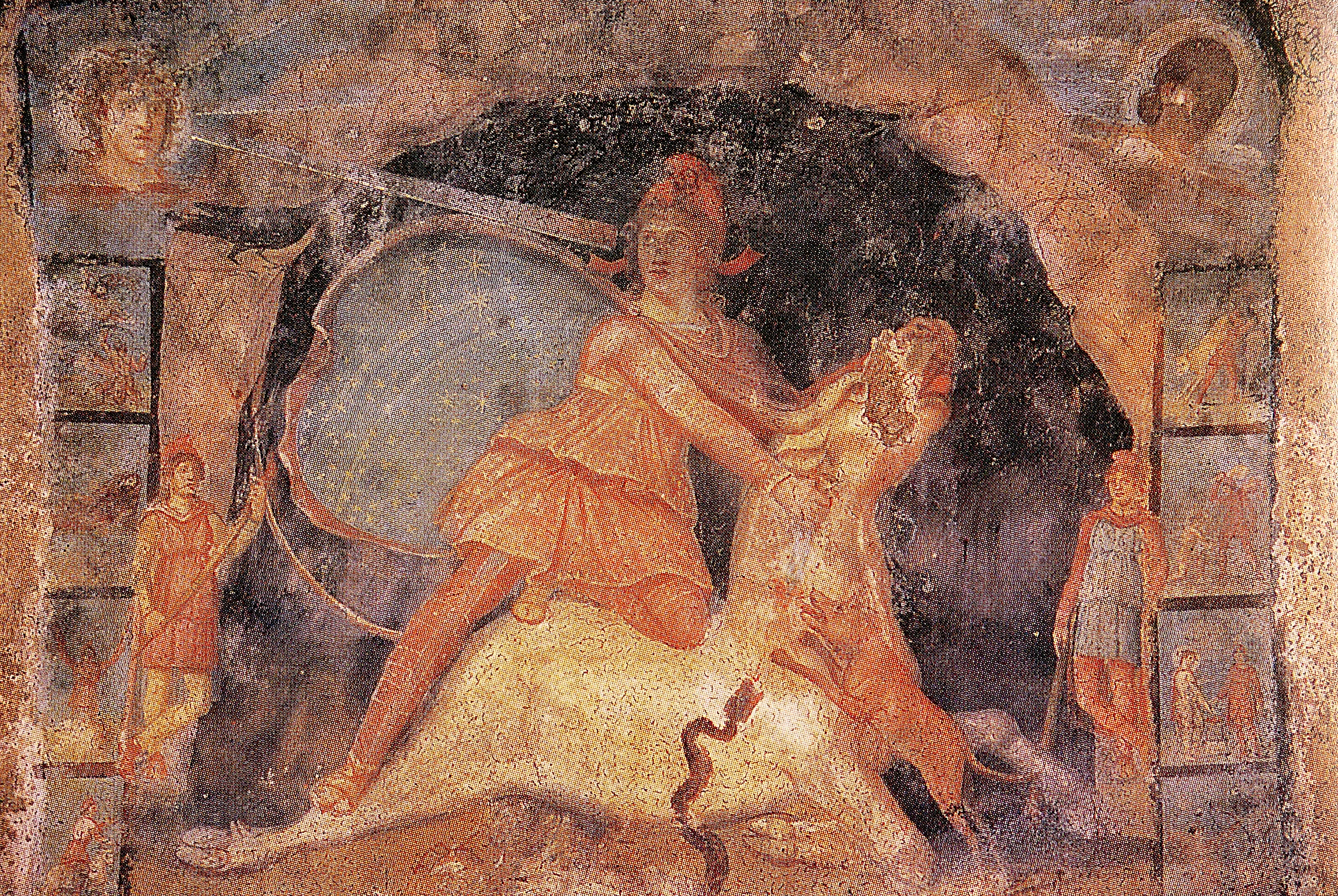
토럭터니가 묘사된 이탈리아의 마리노(Marino)에 있는 기원후 3세기의 벽화. 왼쪽 위 모서리에는 태양신 헬리오스가 까마귀와 함께 나타나 있고 오른쪽 위 모서리에서는 달의 여신 루나가 나타나 있다.

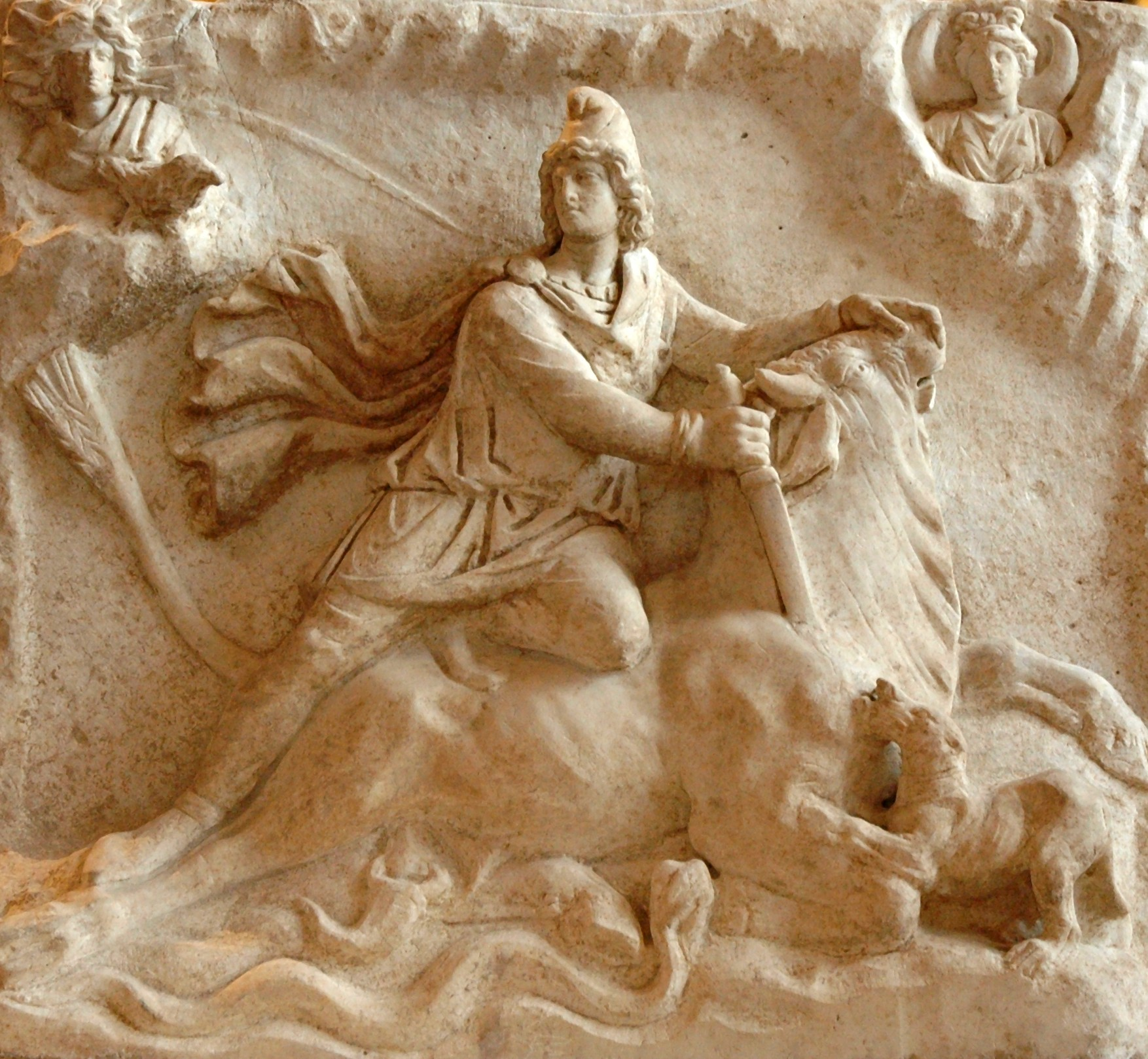
1926년에 이탈리아 피아노 로마노에서 발견된 기원후 2~3세기의 고대 로마의 양면 부조의 앞면으로 토럭터니 장면이 부조되어 있다. 이 양면 부조의 뒷면에는 만찬 장면이 부조되어 있다. 루브르 박물관에 소장

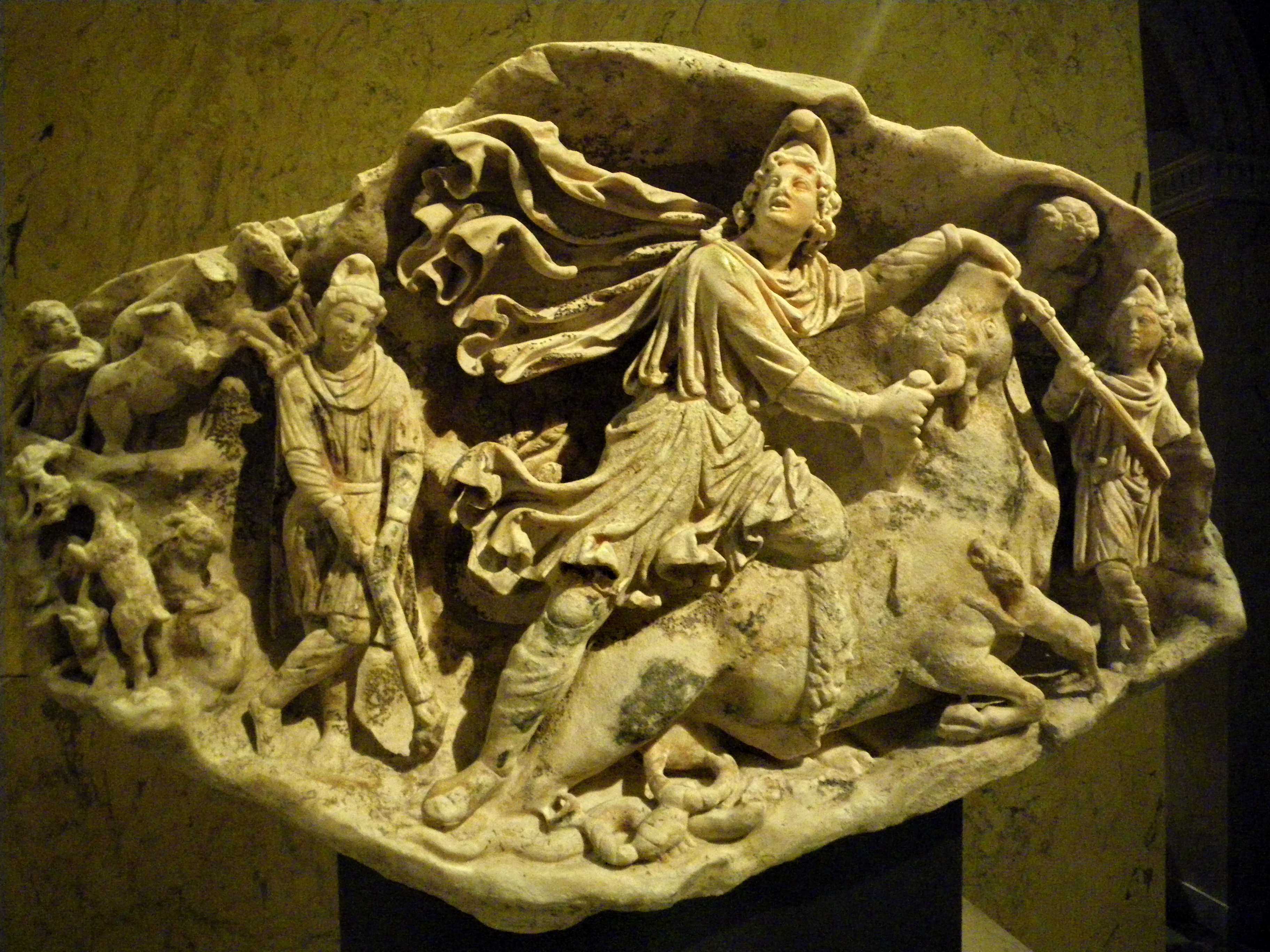
비엔나의 미술사 박물관의 토럭터니

모든 미트라에움에서 가장 중요한 아이콘은 미트라가 황소를 죽이는 장면을 묘사한 것으로, 이 장면은 토럭터니(tauroctony)라고 불린다.
토럭터니의 이미지는 벽화인 경우도 있고 부조인 경우도 있고 입체 조각품인 경우도 있다. 그리고 토럭터니 장면 주위에 주변 세부 사항들이 함께 있는 경우도 있고 생략된 경우도 있다. 중심 아이콘인 토럭터니에서, 미트라는 아나톨리아식의 의복을 하고 프리기아 모자를 쓰고 있는데, 힘이 다빠져 지친 상태의 황소를 무릎으로 누르면서 왼손으로는 황소의 양코를 잡고 오른손으로는 황소를 칼로 찔러 죽이고 있다. 그러면서 미트라는 어깨 너머로 왼쪽 위에 있는 태양신 솔(Sol)을 보고 있다. 개와 뱀, 각각 한 마리가 흘러내리는 피로 다가가고 있다. 전갈이 황소의 생식기를 붙잡고 있다. 까마귀가 황소 주위를 날고 있거나 황소 위에 앉아 있다. 세 개의 밀알이 황소의 꼬리로부터 나오는 것이 보이는데, 칼로 찔린 상처로부터 나오는 사례도 있다. 황소는 흰색인 경우가 흔하다. 미트라 신은 황소 위에 자연스럽지 않은 자세로 앉아 있는데, 오른다리는 황소의 발굽을 눌러 움직이지 못하게 하고 있고 왼다리는 구부려서 황소의 등 또는 옆구리를 누르고 있다. 양쪽 옆에는 각각 한 명씩, 미트라와 유사한 복장을 한 총 2명의 횃불을 든 사람들 또는 신들이 있는데, 이들은 카우테스(Cautes)와 카우토파테스(Cautopates)라고 불린다. 카우테스는 위로 향한 횃불을 들고 있고 카우토파테스는 아래로 향한 횃불을 들고 있다. 때때로 카우테스와 카우토파테스는 횃불 대신에 양치기의 지팡이를 가지고 있는 것으로 나타나기도 한다.
토럭터니의 이벤트는 동굴 속에서 일어나는데, 말하자면, 미트라가 황소를 사냥한 후 그것에 올라타서 황소의 힘을 압도한 후에 동굴 속으로 끌고들어간 후에 일어난다. 때때로 동굴은 원으로 둘러싸인 것으로 묘사되어 있는데, 이 원 둘레에는 황도대의 12 궁도들이 나타나 있다. 동굴 밖의 왼쪽 위에는 태양신인 솔(Sol)이 불타는 왕관을 쓰고 있는데 , 종종 4두2륜 마차인 콰드리가(quadriga)를 몰고 있는 모습으로 묘사되어 있다. 종종 한 줄기의 광선이 솔에서 미트라에게로 발출 또는 비추고 있는 것으로 나타나 있다. 동굴 밖의 오른쪽 위에는 달의 여신인 루나(Luna)가 초승달과 함께 나타나 있는데 종종 2두2륜 마차인 비가(biga)를 몰고 있는 모습으로 묘사되어 있다.
어떤 사례들에서는 중앙의 토럭터니가 왼쪽, 위, 오른쪽으로 이어지는 일련의 보조적인 장면들로 둘러싸여 있다. 이 장면들은 미트라에 대한 일련의 이야기를 담고 있는데, 미트라가 바위에서 태어나는 이야기, 물의 기적 이야기, 황소를 사냥하고 타는 이야기, 솔과 만나고 솔이 미트라에게 무릎을 꿇는 이야기, 솔과 악수하는 이야기, 황소 고기를 솔과 함께 먹는 만찬 이야기, 전차를 타고 하늘로 올라가는 이야기로 되어 있다. 산타 프리스카(Santa Prisca) 미트라에움의 스투코(stucco · 치장벽토 부조)와 같은 어떤 사례들에서는 미트라 신이 그리스 · 로마의 영웅들이 흔히 취하는 누드 모습으로 나타나 있다. 어떤 부조들은 양면으로 이루어져 있는데, 즉, 한쪽 면을 본 후 축을 따라 회전시켜, 보는 사람이 이동하지 않고도, 다른 쪽 면을 볼 수 있는 구조로 되어 있다. 이 경우 한 쪽에는 황소를 죽이는 장면이 토럭터니가 부조되어 있고 다른 면에는 황소 고기로 만찬을 하는 장면이 부조되어 있다. 이것은 황소를 죽이는 장면이 의식의 전반부에서 사용되고, 이 의식이 끝나면 부조를 돌려서 의식의 후반부에서 두 번째 장면을 사용했다는 것을 보여준다. 많은 미트라에움에서, 중심 컬트 아이콘으로서의 일차적인 토럭터니외에도 여러 이차적인 토럭터니들이 함께 발견되었으며, 또한, 집 또는 다른 장소에서 개인적인 예배 용도로 사용했으리고 추정되는 작은 휴대용 토럭터니 버전들이 발견되었다.

### 만찬

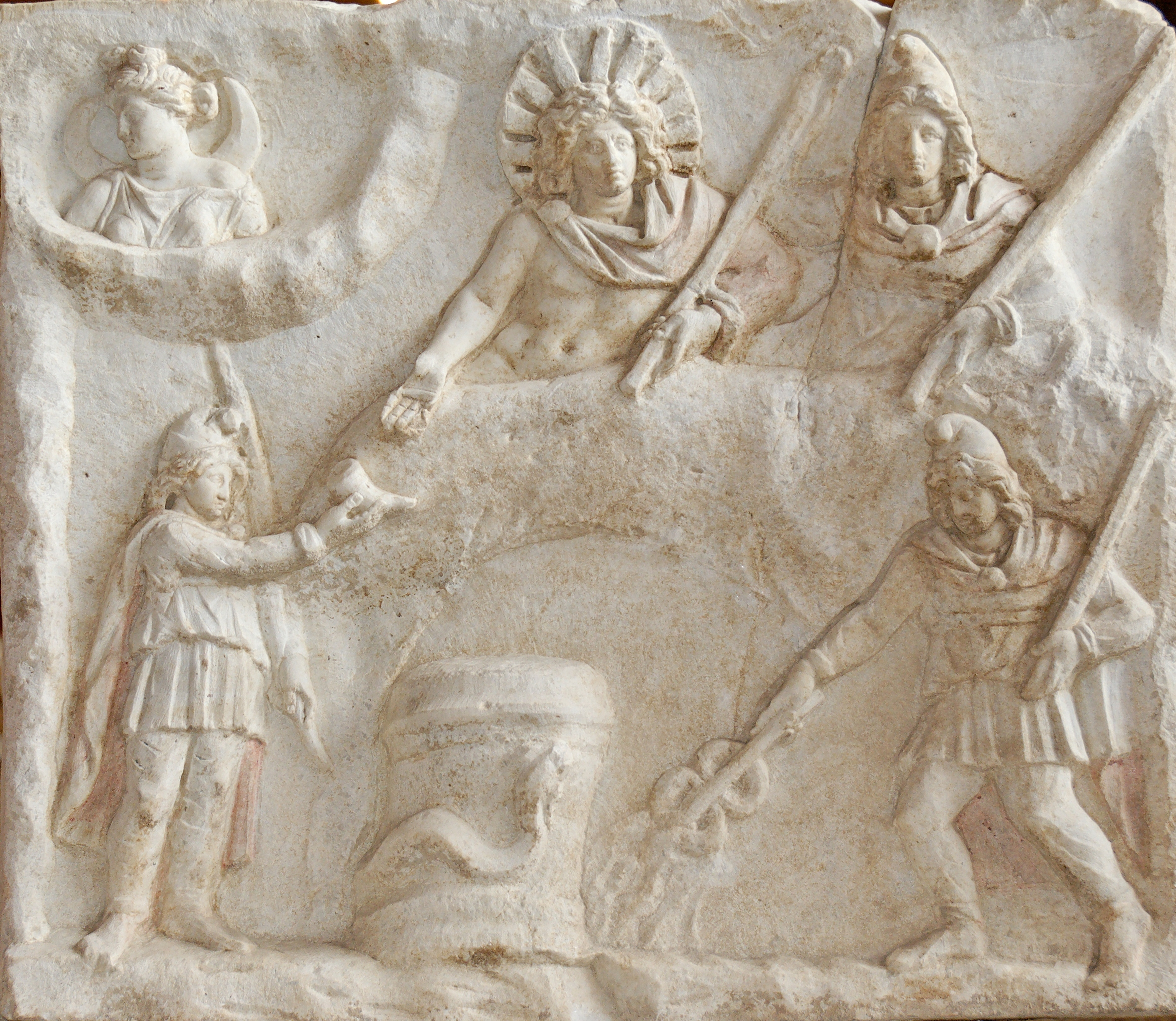
1926년에 이탈리아 피아노 로마노에서 발견된 기원후 2~3세기의 고대 로마의 양면 부조의 뒷면으로 만찬 장면이 부조되어 있다. 이 양면 부조의 앞면에는 토럭터니가 부조되어 있다. 루브르 박물관에 소장

미트라교의 아이코노그래피에서, 토럭터니 다음으로, 두 번째로 가장 중요한 아이콘은 만찬 장면이다. 만찬 장면의 특징적인 부분은 미트라와 태양신이 죽임을 당한 황소에 기대 앉아서 만찬을 하고 있는 모습이다.
1926년에 이탈리아 로마 근처의 피아노 로마노(Fiano Romano)에서 발견되어 현재 파리의 루브르 박물관에 소장 중인 양면 부조의 앞면에는 토럭터니가 부조되어 있고 뒷면("오른쪽 사진")에는 만찬 장면이 부조되어 있다. 이 만찬 장면의 가운데에는 죽임을 당한 황소가 놓여 있는데, 황소의 머리와 뒷다리 하나가 보이고 있다. 미트라와 솔(Sol)이 죽은 황소에 기댄 상태로 나란히 앉아 있다. 부조를 쳐다볼 때, 오른쪽에 미트라가 있고 왼쪽에 솔이 있다. 미트라는 왼손에 횃불을 들고 있고 오른손을 솔의 등쪽으로 내뻗고 있다. 솔은 망토만 두르고 있는데, 망토는 옷을 어깨에 고정시키는 브로치를 사용하여 오른쪽 어깨 위에서 매여 있다. 솔의 머리 뒤의 광배에는 11개의 광선이 묘사되어 있는데, 이 양면 부조의 앞면의 토럭터니 장면의 왼쪽 위 모서리에 있는 솔에는 12개의 광선이 있는 것으로 보아, 1개가 목에 가려져 있는 것으로 보인다. 솔은 왼손에 채찍을 들고 있고 오른손을, 부조를 쳐다 볼 때 왼쪽 아래에 있는, 횃불을 들고 있는 자에게로 내뻗고 있다. 이 횃불을 들고 있는 자는 솔에게 뿔로 만든 술잔 또는 뿔모양의 술잔인 리톤(rhyton)을 바치고 있다. 오른쪽 아래에서는 다른 한 명의 횃불을 든 자가 있는데 이 사람 또는 신은 위로 향한 횃불을 왼손에 들고 있다. 이 사람 또는 신의 오른손에는 카듀셔스가 들려 있는데, 카듀셔스는 하단 중앙에 있는 제단 아래로 내뻗어져 있다. 카듀셔스의 끝은 땅에서 솟아나고 있는 물 또는 불 속으로 뻗어있다. 이것들이 물인지 불인지에 대해서는 학자들간에 이견이 있다. 볏이 있는 뱀이 하단 중앙의 제단을 휘감고 있다. 왼쪽 위 모서리에는 달의 여신인 루나가 구름 속에서 오른쪽으로 바깥쪽을 보고 있다. 미트라, 솔, 횃불을 든 자들 모두의 의복에는 빨간색으로 칠한 흔적이 있다.
로버트 터칸(Robert Turcan)은 카듀셔스의 끝이 닿아 있는 것은 물이 아니라 불꽃이라고 해석하였다. 그는 카듀셔스가 메르쿠리우스(Mercury)의 물품이고 신화에서 메르쿠리우스는 저승 사자(psychopomp)의 역할을 하므로, 이 장면에서 카듀셔스로 불꽃을 이끌어내는 것은 인간의 영혼들을 사후세계로 보내는 것을 가리키며 카듀셔스와 불꽃은 미트라교의 이러한 교의를 표현하고 있는 것이라고 주장하였다. 로버트 터칸은 또한 이 부분을 토럭터니와 연결시키고 있는데, 그의 주장에 따르면, 죽임을 당한 황소의 피가 제단 아래의 땅을 적시고, 그 피로부터 영혼이 카듀셔스에 의해 불꽃의 형태로 끌어내어지고 있다.

### 바위로부터의 탄생

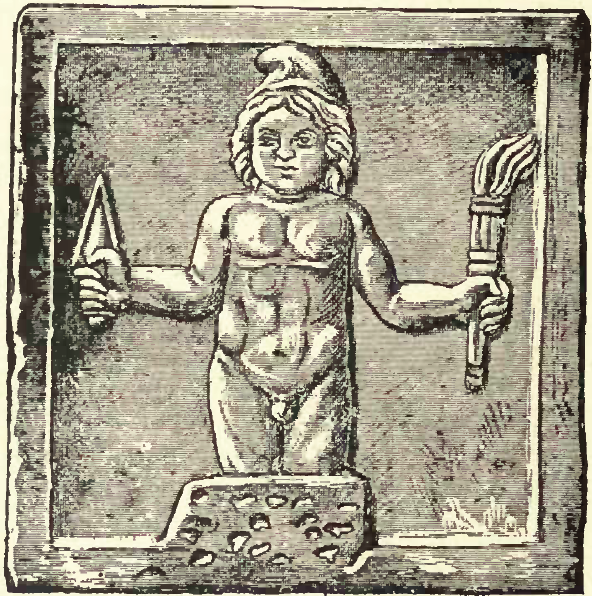
바위(페트라 제네트릭스)로부터 탄생하는 미트라의 부조, 성 클레멘스 바실리카(Basilica di San Clemente)의 미트라에움

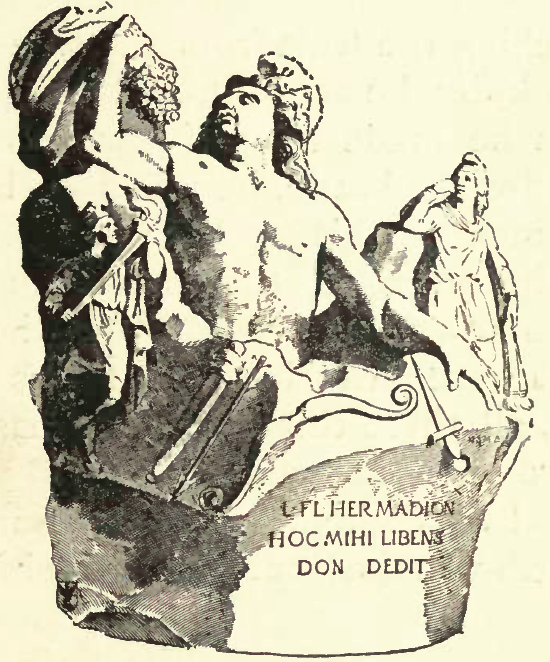
바위(페트라 제네트릭스)로부터 탄생하는 미트라:
목동들이 미트라를 돕고 있으며 무기들은 주위에 흩어져 있다. 하반신이 아직 바위 속에 있는 상태이다.

미트라는 바위로부터 태어난 것으로 묘사되고 있다. 바위로부터 탄생하는 미트라의 아이콘은 토럭터니와 만찬 아이콘 다음으로, 세 번째로 중요한 미트라교의 아이콘이다.
이 바위로부터의 탄생 아이콘의 전형적인 경우, 미트라는 태어날 때 이미 아기나 어린아이가 아닌 청년의 상태인 것으로 나타나는데, 한 손에는 새로운 빛을 비추이는 횃불을 들고 다른 손에는 황소를 죽일 칼을 들고 바위로부터 출현하는 것으로 나타나 있다. 이 바위를 어머니 바위(mother rock) 또는 풍요와 다산의 바위(fecund rock)라는 뜻의 페트라 제네트릭스(petra genetrix)라 부른다. 바위로부터 탄생하는 미트라는 머리에 프리기아 모자를 쓰고 있으며, 다리를 벌린 상태로 있는 경우도 있고 다리를 오므리고 있는 경우도 있다. 전자의 다리를 벌린 경우는 남성의 생식기를 가진 모습으로 나타나는데 이를 통해 미트라가 남신이라는 것을 분명히 하고 있다. 반면 후자의 다리를 오므린 경우는 남성의 생식기가 나타나 있는 경우도 있고 가려진 상태의 것도 있는데, 이 가려진 상태의 것은 미트라가 남성이라고 단정하지 않는 경우로 미트라가 여성일 수도 있다는 것 혹은 양성일체라는 것을 시사한다.
하지만, 이러한 전형적인 모습과는 다른 변형된 모습들로 나타나는 다음과 같은 사례들이 있다. 어린아이가 바위에서 나타나는 사례가 있으며, 한 사례에서는 미트라가 한 손에 구체를 들고 있다. 그리고 번개를 들고 있는 사례들도 있다. 또한 바위로부터 불꽃이 쏘아져 나오는 사례도 있으며 미트라의 프리기아 모자로부터 불꽃이 쏘아져 나오는 사례도 있다. 한 동상의 경우 기단부, 즉 바위에 구멍이 숭숭 나있어 샘의 역할을 할 수 있도록 되어 있다. 다른 하나의 동상의 바위에는 물의 신의 얼굴이 새겨져 있다. 때때로 미트라는 활과 화살과 같은 다른 무기를 가지고 있기도 하며 또한 개 · 뱀 · 돌고래 · 독수리 · 다른 종의 새 · 사자 · 악어 · 바닷가재 · 달팽이가 주위에 있는 사례도 있다. 어떤 부조들에는 바다의 신인 오케아노스라고 확인되는 수염이 있는 인물이 나타나 있으며 어떤 부조들에서는 4명의 바람의 신들이 나타나 있다. 이 경우 4원소를 모두 부르는 것을 묘사한 것으로 여겨진다. 때때로 빅토리아 · 루나 · 솔 · 사투르누스가 미트라의 탄생시에 어떤 역할을 하는 것으로도 보인다. 특히, 사투르누스(Saturn)는 미트라에게 칼을 주어 미트라가 강력한 행위를 할 수 있게 돕는다.
어떤 사례들에서는 카우테스와 카우토파테스가 나타나 있기도 하며 또한 이들이 목동으로 나타나 있는 경우들도 있다.

몇몇 사례들에서는 바위 대신에 고대 그리스와 로마에서 사용된 손잡이가 달린 단지 또는 항아리인 암포라(amphora)가 보이며, 소수의 변형된 사례에서는 알 또는 나무에서 태어나는 것으로 나타난 것도 있다. 어떤 사례들에서는 횃불 또는 촛불로 탄생을 축하하는 광경으로 묘사된 것도 있다.

### 사자 머리의 인물
미트라 밀교의 가장 특징적인 아이콘들 중의 하나는 사자 머리를 한 나체의 인물인데 이 아이콘은 미트라에움에서 종종 발견된다. 사자 머리의 인물 아이콘을 레온토세팔린(leontocephaline)이라 한다.
레온토세팔린 아이콘에서는, 뱀이 사자 머리의 인물을 휘감고 있는데 뱀의 머리는 흔히 이 인물의 머리, 즉 사자 머리 위에 놓여 있으며, 맨 오른쪽에 있는 그림에서 보는 바와 같이, 뱀의 머리가 사자의 입 안에 들어가 있는 사례도 있다. 사자는 대부분 입을 벌리고 있는데 이것은 무서운 모습을 표현한 것이다. 이 사자 머리의 인물은 대개 4개의 날개를 가지고 있으며 손에 2개의 열쇠와 1개의 홀(笏 · scepter)을 들고 있는데, 1개의 열쇠를 쥐고 있는 사례들도 있다. 때때로 미트라는, 맨 오른쪽에 있는 그림에서 보는 바와 같이, 대각선 십자가가 새겨진 구체 위에 서 있는 모습으로 나타나기도 한다. 오른쪽에 있는 두 레온토세팔린 중 왼쪽의 것에서, 4개의 날개는 사계절을 상징하며 번개가 가슴 부위에 새겨져 있다. 이 아이콘의 기저부에는 불카누스의 망치와 부젓가락, 그리고 메르쿠리우스의 수탉과 지팡이가 있다. 인간의 머리를 한 아이콘들이 드물게 발견되기도 한다.
당시의 이집트 신화와 나스티시즘의 신화적 표현 양식에서 동물의 머리를 한 아이콘 또는 인물상은 널리 퍼져 있는 것이었다. 그러나 미트라 밀교의 레온토세팔린과 정확히 상응하는 아이콘 또는 인물상이 발견된 예는 없다.
오른쪽에 있는 두 그림 중 왼쪽의 아이콘에서 보이는 봉헌된 비문을 해독해보면, 이 인물의 이름은 (미트라가 아니라) 아리마니우스(Arimanius)이다. (하지만 이 해독은 고고학적 증거가 아주 확실한 것은 아니다.) 아리마니우스는 그 이름만으로 볼 때 조로아스터교의 판테온에서 악마적 존재인 아리만과 동일한 존재이다. 비문들에 따르면 아리마니우스는 명백히 미트라 컬트 종교의 어떤 한 데우스(deus: 신(diety)을 뜻하는 라틴어)이다 (오스티아의 CIMRM 222, 로마의 CIMRM 369, 판노니아의 CIMRM 1773과 1775).
어떤 학자들은 이 사자 머리의 인물은 아리만이라고 보고 있으며 반면 어떤 학자들은 이 사자 머리의 인물은 아이온(Aion), 즉 주르반(Zurvan) 또는 크로노스(Kronos)라고 보고 있다. 비록 이 사자 머리 인물 또는 신의 정확한 이름 또는 정체에 대해서 학자들 간에 서로 의견이 다르지만, 이 인물 또는 신이 시간과 계절의 변화와 관련이 있다는 것에는 대체로 모든 학자들이 동의하고 있다.

## 같이 보기
- 미트라
- 미트라 (베다)
- 미트라 (조로아스터교)
- 솔
- 솔 인빅투스(무적의 태양신)
- 미트라교
- 미트라 전례서

## 참고 문헌
- Cumont, Franz, 《Textes et monuments figurés relatifs aux Mystères de Mithra : pub. avec une introduction critique》, 2 vols. 1894-6. Vol. 1은 서론 또는 소개글이고 Vol. 2는 1차 자료를 모은 것이다. Archive.org에서 다운로드할 수 있다. 이 책은 지금도 여전히 일정한 가치가 있는 책이다.
- Jitărel, Alin (2005). “Social Aspects of Mithraic Cult in Dacia” (PDF). 《Analele Banatului, seria Arheologie-Istorie (The Annals of Banat)》 (루마니아어, 영어) (Timişoara, Romania: Editura Grafite). ISSN 1221-678X. 2011년 1월 2일에 원본 문서 (PDF)에서 보존된 문서. 2011년 1월 2일에 확인함.
- Turcan, Robert, 《Mithra et le mithriacisme》, Paris, 2000.
- Meyer, Marvin, 《The Ancient Mysteries:A Sourcebook of Sacred Texts》, 1987
- Ulansey, David, 《Mithras and the Hypercosmic Sun》.
- Ulansey, David, 《The Mithraic Lion-Headed Figure and the Platonic World-Soul》.
- Beck, Roger, 《The seat of Mithras at the equinoxes: Porphyry, De Antro Nympharum 241》.
- Méndez, Israel Campos, 《In the Place of Mithras: Leadership in the Mithraic Mysteries》.
- Méndez, Israel Campos, 《Elementos de continuidad entre el culto del dios Mithra en Oriente y Occidente》, [Elements of continuity between the worship of the god Mithra in East and West].
- Richard Gordon, Attilio Mastrocinque, et al in Jörg Rüpke 《A Companion to Roman Religion》
- Mastrocinque, Attilio, 《Studi sul mitraismo:il mitraismo e la magia》.
- Mastrocinque, Attilio, 《Des Mysteres de Mithra Aux Mysteres de Jesus》.
- Turcan, Robert, 《The Gods of Ancient Rome: Religion in everyday life from archaic to imperial》.
- Turcan, Robert, 《Note sur la liturgie mithriaque》 [Note on the Mithraic Liturgy].
- Hutton, Ronald, 《The Pagan Religions of the Ancient British Isles:Their Nature and Legacy》.
- Gawlikowski, Michal, 《Hawarte Preliminary Report》.
- Gawlikowski, Michal, 《Hawarte Excavations, 1999》.
- Majcherek, Grzegorz, 《Hawarte:Excavation and restoration work in 2003》.
- Gawlikowski, Michal, 《The mithraeum at Hawarte and its paintings》, Journal of roman archaeology, ISSN 1047-7594, Vol. 20, Nº. 1, 2007 , pp. 337–361.
- Moga, Iulian, 《Mithra în asia mică şi în regiunile limitrofe. Mirajul originilor》. [Mithra in Asia Minor and in regions close].
- Sauer, Eberhard, 《The end of paganism in the north-western provinces of the Roman Empire:The example of the Mithras cult》.
- Walters, Vivienne J., 《The cult of Mithras in the Roman provinces of Gaul》, Brill
- Bianchi, Ugo, 《The history of religions》.
- Bivar, A. D. H., 《The personalities of Mithra in archaeology and literature》
- Bivar, A. D. H., 《Mithraic symbols on a medallion of Buyid Iran?》.
- Bromiley, Geoffrey W., revised edition edited by Kyle, Melvin Grove, 《The international standard Bible encyclopedia》
- Duchesne-Guillemin, Jacques, 《Études mithriaques: actes du 2e congrès international》. (Some portions are in English).
- Lane Fox, Robin, 《Pagans and Christians》.
- Nicholson, Oliver, 〈The end of Mithraism〉, 《Antiquity》, Volume: 69 Number: 263 Page: 358–362.
- Roll, Israel, 《The mysteries of Mithras in the Roman Orient:the problem of origin》.
- Mary Beard, John A. North, S. R. F. Price, 《Religions of Rome: A history》.
- Mary Beard, John A. North, S. R. F. Price, 《Religions of Rome: A Sourcebook》.
- Will, Ernest, 《Le relief cultuel gréco-romain》, (1955).
- Nilsson, Martin P., 《Geschichte der griechischen Religion》, Volume 2.
- Marleen Martens, Guy De Boe, 《Roman Mithraism》, (2004).
- P. Athanassiadi, 《A contribution to Mithraic Theology: The Emperor Julian's Hymn to King Helios》.